# Ernster
Ernster är en ort i Luxemburg.   Den ligger i distriktet Luxemburg, i den centrala delen av landet, 11 kilometer nordost om huvudstaden Luxemburg. Ernster ligger 372 meter över havet och antalet invånare är 350.
Terrängen runt Ernster är huvudsakligen platt, men västerut är den kuperad. Ernster ligger uppe på en höjd.  Runt Ernster är det ganska tätbefolkat, med 166 invånare per kvadratkilometer.. Närmaste större samhälle är Luxemburg, 11,0 kilometer sydväst om Ernster. 
I omgivningarna runt Ernster växer i huvudsak blandskog.